# 2011년 FIFA 발롱도르
2011년 FIFA 발롱도르는 2012년 1월 9일 스위스 취리히에서 시상식이 열렸다. 뤼트 휠릿이 시상식 사회자를 맡았으며 로타어 마테우스, 호나우두, 제프 블라터 FIFA 회장, 가수 샤키라 등이 참석했다.

## FIFA 발롱도르
| 순위 | 선수                    | 국적       | 클럽                                 | 득표율 |
| ---- | ----------------------- | ---------- | ------------------------------------ | ------ |
| 1위  | 리오넬 메시             | 아르헨티나 | 바르셀로나                           | 47.88% |
| 2위  | 크리스티아누 호날두     | 포르투갈   | 레알 마드리드                        | 21.6%  |
| 3위  | 사비 에르난데스         | 스페인     | 바르셀로나                           | 9.23%  |
| 4위  | 안드레스 이니에스타     | 스페인     | 바르셀로나                           | 6.01%  |
| 5위  | 웨인 루니               | 잉글랜드   | 맨체스터 유나이티드                  | 2.31%  |
| 6위  | 루이스 수아레스         | 우루과이   | 아약스 리버풀                        | 1.48%  |
| 7위  | 디에고 포를란           | 우루과이   | 아틀레티코 마드리드 인테르나치오날레 | 1.43%  |
| 8위  | 사뮈엘 에토             | 카메룬     | 인테르나치오날레 안지 마하치칼라     | 1.34%  |
| 9위  | 이케르 카시야스         | 스페인     | 레알 마드리드                        | 1.29%  |
| 10위 | 네이마르                | 브라질     | 산투스                               | 1.12%  |
| 11위 | 메수트 외질             | 독일       | 레알 마드리드                        | 0.76%  |
| 12위 | 베슬러이 스네이더르     | 네덜란드   | 인테르나치오날레                     | 0.72%  |
| 13위 | 토마스 뮐러             | 독일       | 바이에른 뮌헨                        | 0.64%  |
| 14위 | 다비드 비야             | 스페인     | 바르셀로나                           | 0.53%  |
| 15위 | 바스티안 슈바인슈타이거 | 독일       | 바이에른 뮌헨                        | 0.50%  |
| 16위 | 사비 알론소             | 스페인     | 레알 마드리드                        | 0.48%  |
| 17위 | 세르히오 아구에로       | 아르헨티나 | 아틀레티코 마드리드 맨체스터 시티    | 0.48%  |
| 18위 | 에리크 아비달           | 프랑스     | 바르셀로나                           | 0.36%  |
| 19위 | 다니에우 아우베스       | 브라질     | 바르셀로나                           | 0.34%  |
| 20위 | 카림 벤제마             | 프랑스     | 레알 마드리드                        | 0.34%  |
| 21위 | 세스크 파브레가스       | 스페인     | 아스널 바르셀로나                    | 0.29%  |
| 22위 | 나니                    | 포르투갈   | 맨체스터 유나이티드                  | 0.26%  |
| 23위 | 제라르드 피케           | 스페인     | 바르셀로나                           | 0.22%  |

## FIFA 올해의 여자 선수
| 순위 | 선수                  | 국적   | 클럽               | 득표율 |
| ---- | --------------------- | ------ | ------------------ | ------ |
| 1위  | 사와 호마레           | 일본   | INAC 고베 레오네사 | 28.51% |
| 2위  | 마르타                | 브라질 | 웨스턴 뉴욕 플래시 | 17.28% |
| 3위  | 애비 웜백             | 미국   | 매직잭             | 13.26% |
| 4위  | 미야마 아야           | 일본   | 오카야마 유노고 벨 | 12.18% |
| 5위  | 호프 솔로             | 미국   | 매직잭             | 7.83%  |
| 6위  | 로타 셸린             | 스웨덴 | 올랭피크 리옹      | 4.85%  |
| 7위  | 케르스틴 가레프레케스 | 독일   | FFC 프랑크푸르트   | 4.73%  |
| 8위  | 앨릭스 모건           | 미국   | 웨스턴 뉴욕 플래시 | 4.34%  |
| 9위  | 루이자 네시브         | 프랑스 | 올랭피크 리옹      | 3.21%  |
| 10위 | 소니아 봉파스토르     | 프랑스 | 올랭피크 리옹      | 2.99%  |

## FIFA 올해의 남자 축구 감독
| 순위 | 감독                | 국적       | 팀                  | 득표율 |
| ---- | ------------------- | ---------- | ------------------- | ------ |
| 1위  | 주제프 과르디올라   | 스페인     | 바르셀로나          | 41.92% |
| 2위  | 알렉스 퍼거슨       | 스코틀랜드 | 맨체스터 유나이티드 | 15.61% |
| 3위  | 조제 모리뉴         | 포르투갈   | 레알 마드리드       | 12.43% |
| 4위  | 비센테 델 보스케    | 스페인     | 스페인              | 9.12%  |
| 5위  | 오스카르 타바레스   | 우루과이   | 우루과이            | 7.47%  |
| 6위  | 요아힘 뢰프         | 독일       | 독일                | 4.40%  |
| 7위  | 안드레 빌라스보아스 | 포르투갈   | 포르투 / 첼시       | 4.16%  |
| 8위  | 아르센 벵거         | 프랑스     | 아스널              | 1.91%  |
| 9위  | 위르겐 클로프       | 독일       | 보루시아 도르트문트 | 1.54%  |
| 10위 | 뤼디 가르시아       | 프랑스     | 릴                  | 0.89%  |

## FIFA 올해의 여자 축구 감독
| 순위 | 감독              | 국적       | 팀             | 득표율 |
| ---- | ----------------- | ---------- | -------------- | ------ |
| 1위  | 사사키 노리오     | 일본       | 일본           | 45.57% |
| 2위  | 피아 순드하게     | 스웨덴     | 미국           | 15.83% |
| 3위  | 브뤼노 비니       | 프랑스     | 프랑스         | 10.28% |
| 4위  | 마렌 마이네르트   | 독일       | 독일 U-20      | 7.42%  |
| 5위  | 파트리스 레르     | 프랑스     | 올랭피크 리옹  | 5.80%  |
| 6위  | 토마스 덴네르뷔   | 스웨덴     | 스웨덴         | 4.31%  |
| 7위  | 호프 파월         | 잉글랜드   | 잉글랜드       | 3.01%  |
| 8위  | 호르헤 빌다       | 스페인     | 스페인 U-17    | 2.85%  |
| 9위  | 레오나르도 케야르 | 멕시코     | 멕시코         | 2.38%  |
| 10위 | 톰 서매니         | 스코틀랜드 | 오스트레일리아 | 2.02%  |

## FIFA/FIFPro 월드 베스트 XI
| 포지션 | 선수                | 국적       | 클럽                |
| ------ | ------------------- | ---------- | ------------------- |
| GK     | 이케르 카시야스     | 스페인     | 레알 마드리드       |
| DF     | 다니 아우베스       | 브라질     | 바르셀로나          |
| DF     | 제라르드 피케       | 스페인     | 바르셀로나          |
| DF     | 세르히오 라모스     | 스페인     | 레알 마드리드       |
| DF     | 네마냐 비디치       | 세르비아   | 맨체스터 유나이티드 |
| MF     | 사비 알론소         | 스페인     | 레알 마드리드       |
| MF     | 안드레스 이니에스타 | 스페인     | 바르셀로나          |
| MF     | 사비 에르난데스     | 스페인     | 바르셀로나          |
| FW     | 크리스티아누 호날두 | 포르투갈   | 레알 마드리드       |
| FW     | 리오넬 메시         | 아르헨티나 | 바르셀로나          |
| FW     | 웨인 루니           | 잉글랜드   | 맨체스터 유나이티드 |

## FIFA 푸슈카시상
| 선수     | 국적   | 클럽   |
| -------- | ------ | ------ |
| 네이마르 | 브라질 | 산투스 |

## FIFA 회장상
- 알렉스 퍼거슨

## FIFA 페어플레이상
- 일본 축구 협회